# Happy Feet (videojuego)
Happy Feet es un juego de acción-aventura basado en la película del mismo nombre. Lanzado en 2006 por A2M para Wii, PlayStation 2, GameCube, Nintendo DS, Game Boy Advance y Microsoft Windows.  Elijah Wood, Brittany Murphy, Dee Bradley Baker, Carlos Alazraqui, Jeff Garcia y Johnny A. Sánchez repiten los roles de la película.

## Jugabilidad
Las versiones de consolas tienen 3 modos diferentes: un modo de baile, con un estilo similar a Dance Dance Revolution, en donde el jugador presiona un botón corresponndiente a las flechas en la pantalla, un modo de natación y pesca en el que el jugador recoge guijarros y camarones, así como burbujas de aire para respirar, y un modo de trineo donde el jugador se desliza y recoge la cantidad de peces necesarios, trineos para vencer un tiempo determinado o compite contra otro personaje cuesta abajo. En la versión de Nintendo DS, las secuencias de ritmo utilizan mecánicas de juego similares a las de Elite Beat Agents, pero más simple. 
Estos modos también se pueden jugar con dos jugadores. En los juegos de baile y natación, los jugadores compiten entre sí, mientras que en el modo de trineo cooperan entre sí. El juego presenta canciones que no están en la película, como "Shake Your Booty" de KC y Sunshine Band y "I Will Survive" de Gloria Gaynor.  Estos se usan para los modos de baile del juego.

## Recepción
La versión para PC del juego recibió críticas mixtas y negativas. En cambio, las versiones de Wii, GameCube, PS2 y DS obtuvieron calificaciones mixtas. La versión de Game Boy Advance críticas mixtas y positivas.
- Datos: Q5652731

1. ↑   A2M (2006) Manual Happy Feet